# Judenteich (Hannover)
Der Judenteich vor Hannover war ursprünglich ein alter Kolk der Leine. Der später zugeschüttete Teich lag unter dem (heutigen) Neustädter Marktplatz zwischen der Neustädter Kirche und der Calenberger Straße im Stadtteil Calenberger Neustadt.

## Geschichte
Der Judenteich als Teil des Altwassers der Leine gehörte ursprünglich zu den Verteidigungsanlagen der Burg Lauenrode, die 1371 von den Bürgern der Stadt Hannover zerstört wurde. Der volkstümliche Name „Judenteich“ entstand vermutlich erst Anfang des 17. Jahrhunderts und nahm wahrscheinlich Bezug auf die auf dem Lauenroder Burgberg gelegenen Wohnungen von Juden sowie deren dortige Synagoge.
Nachdem mitten im Dreißigjährigen Krieg Herzog Georg von Calenberg die Stadt Hannover 1636 zu seiner Residenz bestimmt hatte, entwickelte sich die der Stadt Hannover vorgelagerte Calenberger Neustadt, die dann in die Stadtbefestigung Hannovers einbezogen wurde, zum Standort der Behörden des Landesherrn, seinen Bediensteten und Soldaten. Zuständig für den Ausbau der Calenberger Neustadt war anfangs der vom Herzog eingesetzte Vogt Friedrich Molinus. Unter dessen Verwaltung wurde der Judenteich „behuf der Hofhaltung im Jahre 1642“ erst zum Karpfenteich umgestaltet, trotz Protestes der Bürger Hannovers, dann 1661 zugeschüttet, um hier erst den Neustädter Fleischscharren einzurichten. 1666 bis 1670 wurde der ehemalige Judenteich teilweise mit der Neustädter Kirche überbaut, während der Fleischscharren dann in die Neue Straße an die Leine verlegt wurde.

## Brunnenbauten
Über dem zugeschütteten Judenteich entstanden im Lauf der Jahrhunderte immer wieder neue Brunnen:
- 1670er Jahre bis 1802: der Parnass-Brunnen;[8]
- 1829 bis 1914: der Schlossbrunnen;[9]
- ab 1916: der Duve-Brunnen;[10]
- und schließlich der heutige, 1973/74 aufgestellte Tischbrunnen von Max Sauk[11]